# Союз ТМА-18М
«Союз ТМА-18М» — российский транспортный пилотируемый космический корабль, запущенный 2 сентября 2015 года к международной космической станции. Доставил на МКС троих космонавтов: участника экспедиции МКС-45/46 Сергея Волкова и участников экспедиции посещения ЭП-18 космонавта Айдына Аимбетова и астронавта Андреаса Могенсена. Это был 500-й пуск ракеты-носителя «Союз» с «Гагаринского старта» космодрома Байконур и 125-й пилотируемый полёт корабля типа «Союз», начиная с первого полёта в 1967 году. Также состоявшийся старт стал началом 300-го орбитального пилотируемого полёта.

## Экипаж
| Космонавт        | Должность        | # полёта        | Корпорация      |                 |                 |                 |
| Основной экипаж  | Основной экипаж  | Основной экипаж | Основной экипаж | Основной экипаж | Основной экипаж | Основной экипаж |
| ---------------- | ---------------- | --------------- | --------------- | --------------- | --------------- | --------------- |
| Сергей Волков    | Командир экипажа | 3               | Роскосмос       |                 |                 |                 |
| Андреас Могенсен | Бортинженер-1    | 1               | ЕКА             |                 |                 |                 |
| Айдын Аимбетов   | Бортинженер-2    | 1               | КазКосмос       |                 |                 |                 |
| Дублёры          |                  |                 |                 |                 |                 |                 |
| Олег Скрипочка   | Командир экипажа | 2               | Роскосмос       |                 |                 |                 |
| Тома Песке       | Бортинженер-1    | 1               | ЕКА             |                 |                 |                 |
| Сергей Прокопьев | Бортинженер-2    | 1               | Роскосмос       |                 |                 |                 |

Формирование экипажа:
Планировалось, что космическая миссия экипажа продлится 10 дней.
В августе 2012 года для подготовки к пилотируемому полёту в космос на корабле «Союз ТМА-18М» на МКС в качестве космической туристки была одобрена кандидатура британской певицы Сары Брайтман. 16 марта 2013 года появилось сообщение, что её полёт может состояться только в случае краткосрочной экспедиции на МКС сроком не более чем на 8 дней. 16 октября 2014 года в качестве дублёра Сары Брайтман был допущен к подготовке участник космического полёта Сатоси Такамацу (Японии). 13 мая 2015 года Сара Брайтман сообщила, что откладывает полёт по семейным обстоятельствам. В июне 2015 года Сатоси Такамацу подписал контракт на будущий орбитальный полёт. Для подготовки к этой миссии он вышел из состава дублирующего экипажа пилотируемого корабля «Союз ТМА-18М».
Вместо Сары Брайтман, отказавшейся от космического полёта, 22 июня 2015 года Межведомственная комиссия в Центре подготовки космонавтов утвердила космонавта Казахстана Айдына Аимбетова в качестве участника космического полёта ТПК «Союз ТМА-18М». В июле его статус был заменён на «бортинженер-2» в соответствии с квалификацией. Дублёром Аимбетова был назначен российский космонавт Сергей Прокопьев. 7 августа экипаж ТПК сдал зачётную тренировку на тренажере ТПК «Союз ТМА-М», а 10 августа решением Межведомственной комиссии рекомендован к продолжению предполётной подготовки на космодроме Байконур. 18 августа 2015 года основной экипаж пилотируемого космического корабля «Союз ТМА-18М» прибыл на космодром Байконур и приступил к подготовке к полёту. 26 августа 2015 года между Роскосмосом и Казкосмосом был подписан контракт на полёт казахстанского космонавта Аимбетова в качестве бортинженера на МКС, 1 сентября решением Государственной комиссии он был утверждён бортинженером-2 экипажа ТПК «Союз ТМА-18М».

## Полёт
2 сентября 2015 корабль в 7:37 мск стартовал со стартового комплекса площадки № 1 («Гагаринский старт») космодрома Байконур. Это был 500-й пуск ракеты-носителя с «Гагаринского старта». Подлёт космического корабля к МКС проходил по двухсуточной схеме. В 8 часов 40 минут 3 сентября корабль совершил манёвр отклонения от отработавшей 3-й ступени японской ракеты-носителя, запущенной в 1989 году.
Стыковка корабля с орбитальной станцией была проведена в автоматическом режиме 4 сентября. ТПК «Союз ТМА-18М» был пристыкован в 10 часов 39 минут к малому исследовательскому модулю (МИМ2) «Поиск» российского сегмента МКС.
Могенсен и Аимбетов вернулись на Землю 12 сентября 2015 года на космическом корабле «Союз ТМА-16М» вместе с командиром Геннадием Падалкой, находившимся на МКС с 27 марта 2015 года.
Андреас Могенсен стал первым космонавтом Дании, а Айдын Аимбетов — первым космонавтом суверенной Республики Казахстан, побывавшими на орбите.
Космонавт С. Волков остался работать на МКС до 2 марта 2016 года. 3 февраля 2016 года был совершён выход в открытый космос по российской программе (ВКД-42) из модуля «Пирс» космонавтами Волковым и Маленченко, прибывшим на МКС 15 декабря 2015 года на ТПК «Союз ТМА-19М».

## Приземление
| Сергей Волков    | Командир экипажа | 3 | Роскосмос |
| Михаил Корниенко | Бортинженер № 1  | 2 | Роскосмос |
| Скотт Келли      | Бортинженер № 2  | 4 | НАСА      |

2 марта 2016 года корабль «Союз ТМА-18М» с Сергеем Волковым, Михаилом Корниенко и Скоттом Келли на борту отстыковался от МКС и успешно в 7:25 мск приземлился в 147 км от казахского города Жезказган.
При приземлении имитировались условия высадки на площадку без участия спасателей.